# La Racchia
La banda La Racchia è un gruppo musicale italiano formatosi a Sarnano nel 1932, per poi sciogliersi nel 1937 a causa della seconda guerra mondiale e ricomporsi nel 1957; è conosciuto anche con il nome Complesso caratteristico "La Racchia", con cui ha inciso per la casa discografica di Mogol e Lucio Battisti.

## Storia[2]

### La nascita della banda

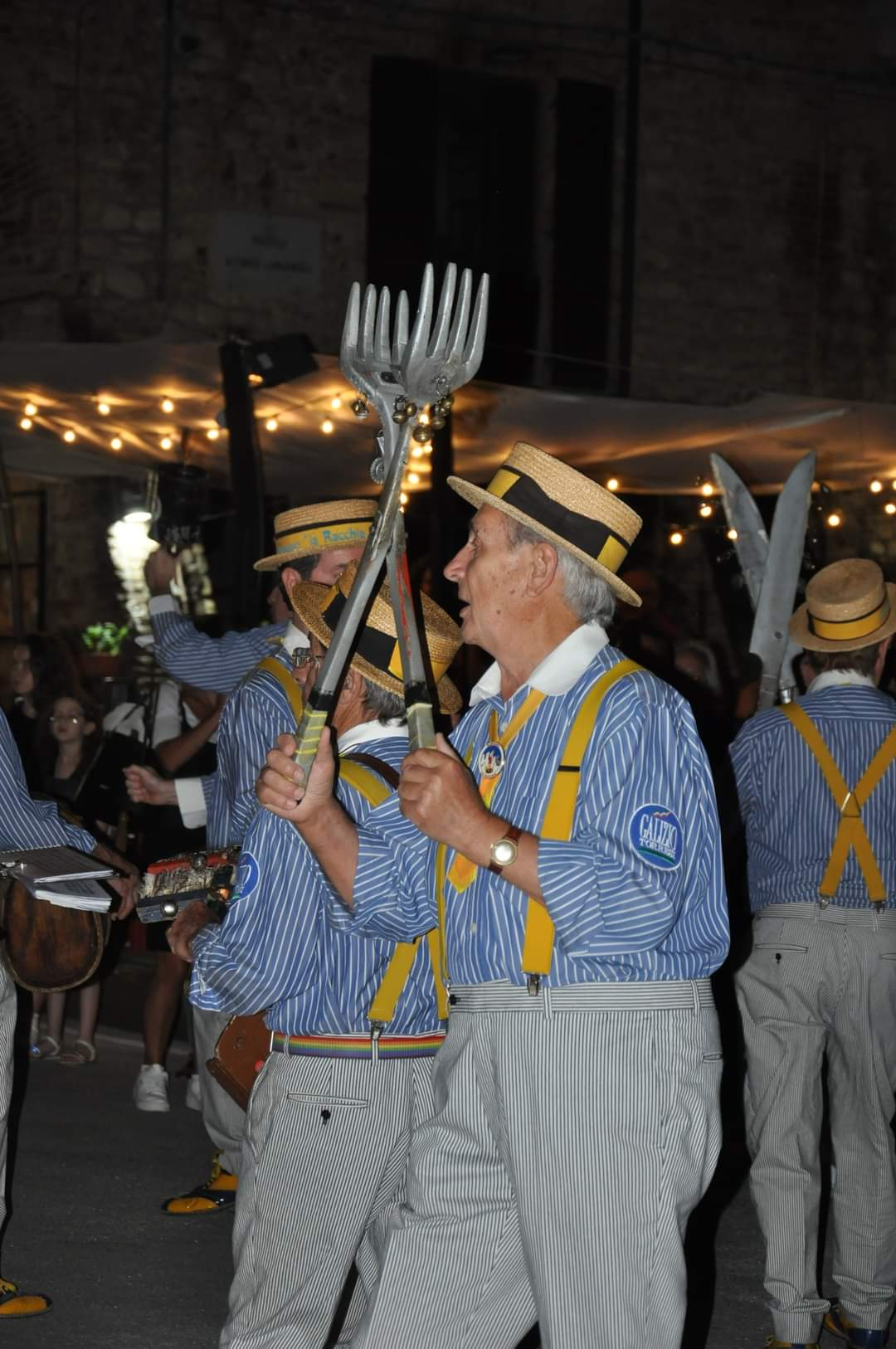
Uno dei Racchi con uno degli strumenti caratteristici

La storia del gruppo nasce nella prima metà del XX secolo, quando Sarnano, allora abitato da 6 381 abitanti circa, vive di un'economia prettamente agricola e artigianale. Gli abitanti, in questo periodo, erano soliti ritrovarsi in Piazza Vittorio Emanuele II, oggi Piazza della Libertà, per passare del tempo insieme vista la mancanza delle attività di svago. Dopo che la banda musicale diretta dal maestro Gianvittorio Serandrei si sciolse, i giovani cittadini del paese decisero di reagire formando un nuovo gruppo, arrivando così a formare il gruppo "La Racchia" nel 1932. I primi componenti del gruppo, chiamati Racchi, furono 14, ma aumentarono di numero fino all'avvento della seconda guerra mondiale, dove molti di loro furono costretti a partire per combattere senza fare ritorno, problema che portò la dissoluzione della banda nel 1937.
Nel dopoguerra, precisamente nel 1956, l'Azienda di Cura e Soggiorno gestita dall'ingegnere Alfredo Arrà decise di organizzare per le festività pasquali un carnevale dedicato ai bambini, idea appoggiata dalle istituzioni, dalle associazioni e dalle scuole. Per quell'occasione si prepararono numerosi carri allegorici e si decise di ricomporre il gruppo con gli ex membri ancora vivi, guidati dal maestro Aldo Bianconi. Dal 1957 la banda riprese le sue attività, effettuando la prima uscita ufficiale il 28 luglio in occasione della "Festa Nazionale della Montagna", presieduta dal ministro Emilio Colombo e svoltasi a Sassotetto, frazione di Sarnano, su decisione del Ministero dell'agricoltura e foreste.

### L'arrivo della fama e le apparizioni fuori Sarnano
Il grande successo riscosso durante la prima uscita fece sì che la banda venne nuovamente chiamata nel corso dell'anno ad altre manifestazioni, raggiungendo le vicine provincie marchigiane, l'Abruzzo, il Lazio e l'Umbria. La prima uscita fuori regione venne effettuata a bordo di un vecchio autobus della Autolinee SASP l'8 settembre a Prati, in occasione della Festa Regionale della Montagna Abruzzese. Altre uscite vennero effettuate il 19 settembre, in occasione della Festa del Patrono di Notaresco, il 5 ottobre, in occasione della Sagra del Grappolo d'Oro di Potenza Picena dopo essere stati invitati dal direttore provinciale dell'ENAL.
Il 26 ottobre la banda si esibì al teatro della Fiera della pesca di Ancona alle selezioni regionali per comparire al programma "Voci e volti della fortuna" collegata con la Lotteria di Capodanno 1958, dove si cercava una banda candidata a rappresentare le Marche. Il verdetto positivo della loro selezione parziale arrivò il giorno dopo, con l'invito di presentarsi il 5 novembre al teatro Rossini di Pesaro per una prova generale in diretta RAI. Concorrendo insieme alla banda folkloristica di Castelraimondo e con la fisorchestra "Paolo Soprani" di Castelfidardo, La Racchia venne scelta attraverso la votazione popolare e invitata il 1º dicembre ad esibirsi al teatro Goldoni di Ancona nella serata condotta da Enzo Tortora, ricevendo i complimenti da Milva e da Alighiero Noschese.
Nel 1972 incidono il brano Jungle's Men, pubblicato su 45 giri dalla Numero Uno. La canzone viene presentata durante il programma televisivo Tutto è pop, condotto da Vittorio Salvetti, nella puntata del 10 agosto.

## Stile

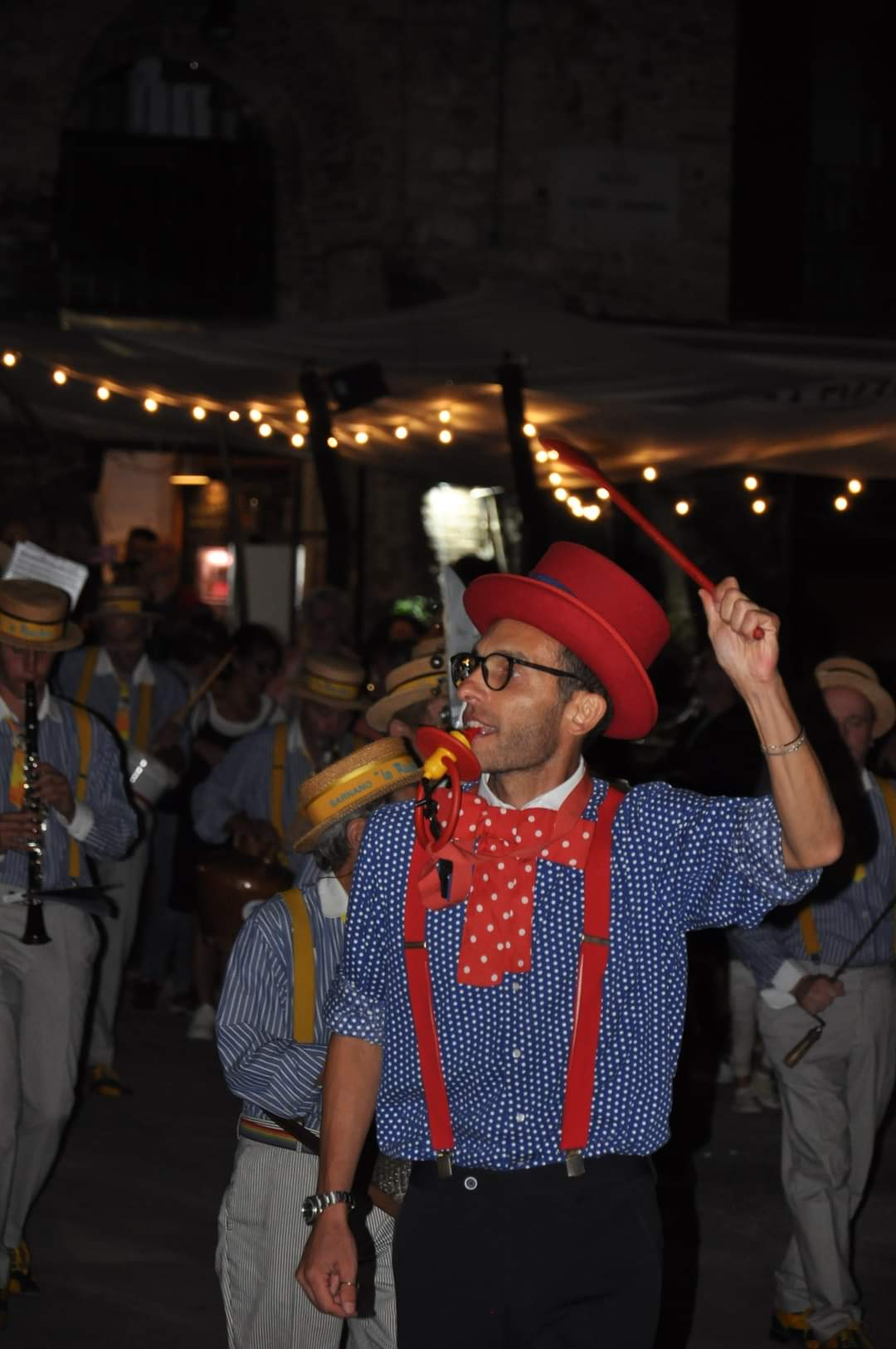
Il direttore de La Racchia, con il particolare cilindro e il mestolo rosso come bacchetta

### Musicale
Lo stile musicale de "La Racchia" è riconducibile al folk; infatti, molte canzoni suonate sono rivisitazioni di musiche della tradizione italiana e stornelli. Gli strumenti sono sia a percussione, a fiato e ad ottone, mentre molti componenti suonano i cosiddetti "strumenti caratteristici", strumenti creati artigianalmente o oggetti di uso quotidiano, come vasi da notte, grattugie, graticole, forchette, scolapasta, caffettiere, ombrelli, scope, padelle e fiaschetti.

### Stilistico
Prima del 1957 la banda non possedeva una divisa ufficiale, infatti i Racchi si esibivano con i loro abiti personali. Nel 1956, in occasione della rifondazione del gruppo, i membri optarono per un vecchio vestito personale e un cappello di vimini, mentre il direttore con frac e cilindro, accompagnato da un mestolo, utilizzato come bacchetta. La prima divisa ufficiale venne solamente nel 1957, quando i membri decisero di crearne una divertente e originale. Si scelse per una giacca azzurra su pantaloni a scacchettini bianchi e neri, camicia bianca, farfallino rosso a pois bianchi, calze rosse e una "paglietta" fiorentina. Le divise vennero affidate alla ditta "Fracle" di Macerata, mentre le scarpe vennero dalla ditta "Loris" di Porto Sant'Elpidio, comprate al costo di 2 700 lire. Il direttore si occupò personalmente della sua divisa, scegliendo una palandrana gialla, pantaloni azzurro con bande laterali rosse e un cilindro rosso.